# Poris Plawad Utara
Poris Plawad Utara is een bestuurslaag in het regentschap Tangerang van de provincie Banten, Indonesië. Poris Plawad Utara telt 18.961 inwoners (volkstelling 2010).